# Cabazon
Cabazon ist ein Census-designated place im Riverside County im US-Bundesstaat Kalifornien mit 2.629 Einwohnern (Stand: Volkszählung 2020). Der Ort liegt am schmalsten Punkt des San-Gorgonio-Passes.

## Geografie
Cabazon liegt im Norden des Riverside Countys in Kalifornien in den USA. Die Ortschaft ist komplett von gemeindefreiem Gebiet umgeben. Ihre nördliche Grenze wird durch die Interstate 10 markiert.
Der Ort hat 2535 Einwohner (Stand 2010) und erstreckt sich auf eine Fläche von 12,674 km², von der 12,608 km² Landfläche sind; die Bevölkerungsdichte beträgt somit 201,1 Einwohner pro Quadratkilometer und ist vergleichsweise niedrig. Das Zentrum von Cabazon liegt auf einer Höhe von 559 m.

## Geschichte
Die Siedlung Cabazon wurde in den 1870er Jahren an einem Bahnhof der Southern Pacific Railroad gebaut. Ursprünglich hieß der Ort Jacinto, er wurde später nach einer nahen Indianerranch in Cabezone umbenannt. Im Jahr 1884 wurden von den Besitzern der Cabazon Land and Water Company eine Obstplantage und eine neue Stadt errichtet. Viele Grundstücke wurden erst verkauft und später zurückgekauft. 1910 wurden für die wenigen Einwohner eine Schule und ein Postamt eröffnet.
Im Jahr 1955 wurde Cabazon das Stadtrecht verliehen. 1972, nach einigen Jahren, die durch Skandale, politische Instabilität und mangelndes Wachstum geprägt waren, stimmte Cabazons Bevölkerung dafür, das Stadtrecht wieder zurückzugeben. Auch wenn seit der Jahrtausendwende wieder Interesse an einer erneuten Stadtbildung aufkam, besteht Cabazon heute nach wie vor nur als Census-designated place.

## Sehenswürdigkeiten

### Cabazon Dinosaurs

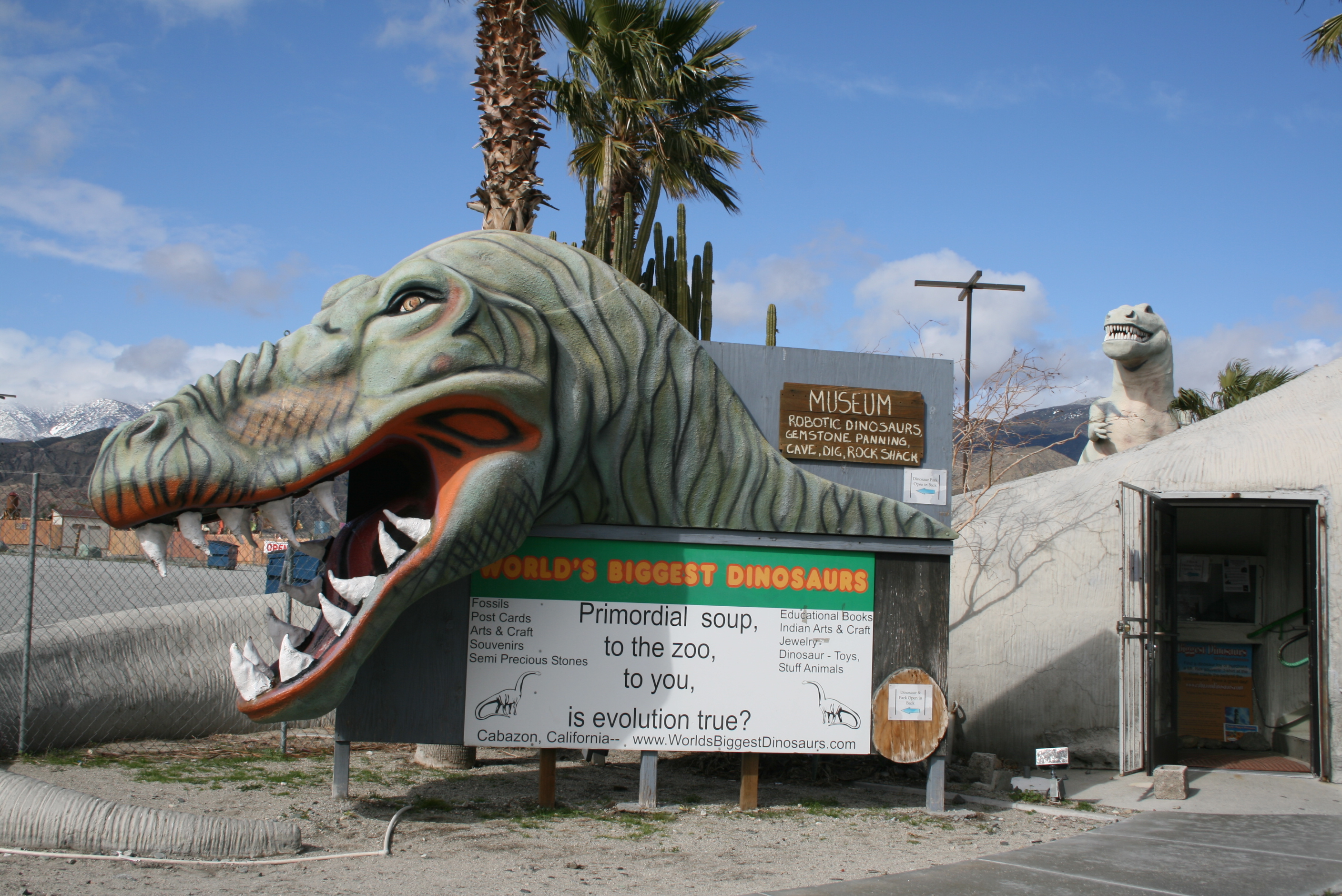
Eingang zu Cabazon Dinosaurs

Die Cabazon Dinosaurs sind zwei Dinosaurierskulpturen, die an der Interstate 10 stehen. Bekannt wurden sie durch den Film Pee-Wee’s irre Abenteuer. Bei den beiden Dinosaurierskulpturen handelt es sich um 150 bzw. 100 Tonnen schwere Nachbildungen des Apatosaurus (von 1964 bis 1975 gebaut) und des Tyrannosaurus (1981 gebaut). Ursprünglich sollten die beiden "Dinny" und "Mr. Rex" genannten Figuren dazu dienen, Kunden auf  "Claude Bell's Wheel Inn Cafe" aufmerksam zu machen.
Im Jahr 2005 wurden die Dinosaurierfiguren von Familie Bell für 1,2 Millionen US-Dollar an die Organisation Answers in Genesis verkauft.

### Morongo Casino, Resort & Spa

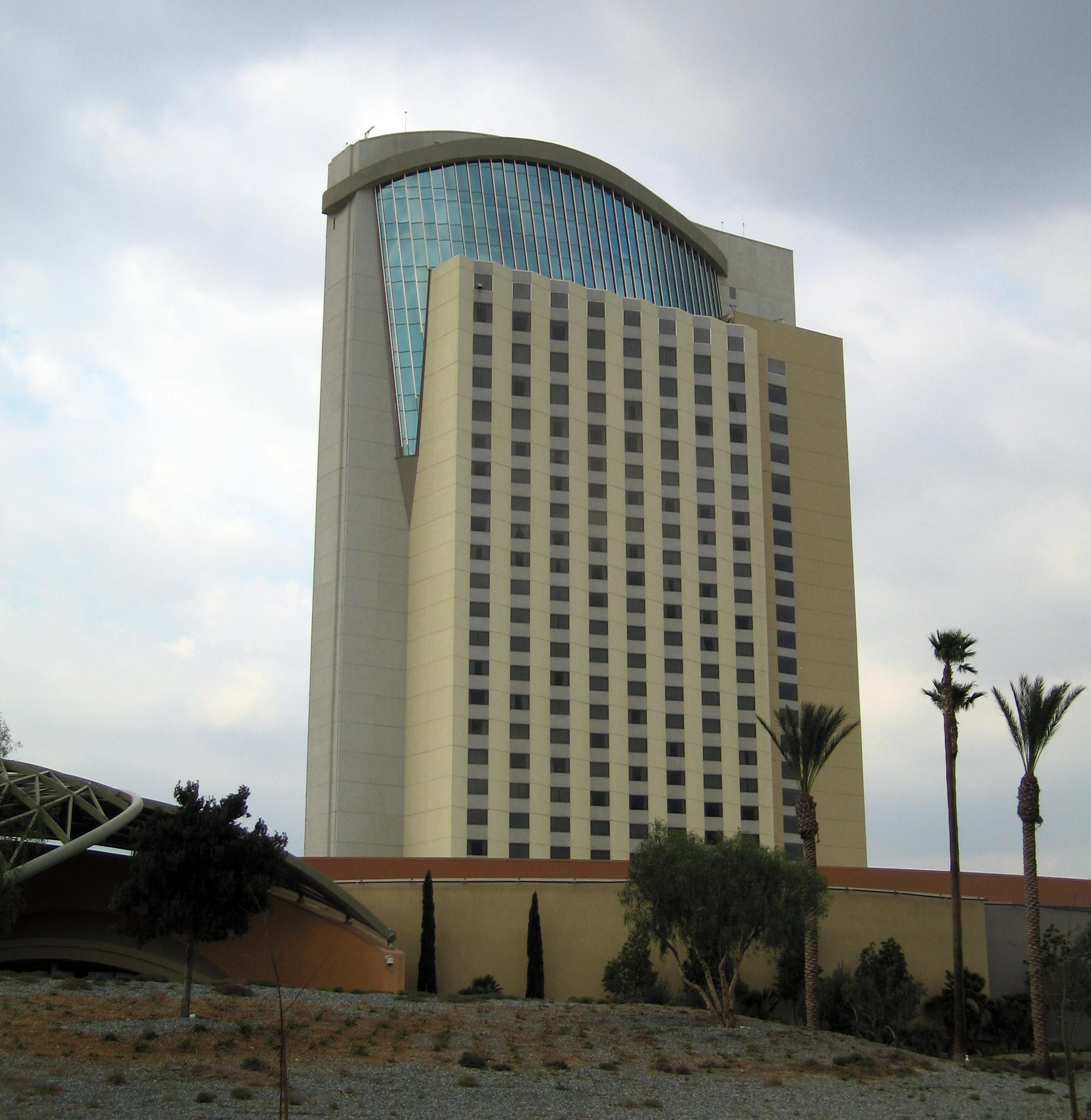
Morongo Casino

Das Morongo Casino, Resort & Spa überragt mit seinem 27-stockigen Hochhaus den San-Gorgonio-Pass und wird von der Morongo Band of Mission Indians, einer Gruppe der Cahuilla-Indianer aus Cabazon, betrieben. Es ist eines der größten Casinos amerikanischer Ureinwohner in den Vereinigten Staaten.
Im Jahr 2003 wurde am Ostrand von Cabazon von der Trinkwasserfirma Arrowhead Water in Kooperation mit den Indianern eine Wasser-Abfüllanlage gebaut.

## Esperanza-Feuer
Im späten Oktober 2006 entstand durch Brandstiftung bei Cabazon ein Feuer, das als Esperanza-Feuer bekannt wurde und binnen fünf Tagen eine 160 km² große Fläche verwüstete; fünf Feuerwehrleute fielen den Flammen zum Opfer. In Erinnerung an sie wird die California State Route 243 auch Esperanza Firefighters Memorial Highway genannt.

## Politik
Cabazon ist Teil des 23. Distrikts im Senat von Kalifornien, der momentan vom Republikaner Bill Emmerson vertreten wird, und des 42. Distrikts der California State Assembly, vertreten vom Republikaner Brian Nestande. Des Weiteren gehört Cabazon Kaliforniens 36. Kongresswahlbezirk an, der einen Cook Partisan Voting Index von R+1 hat und vom Demokraten Raul Ruiz vertreten wird.